# Semi-marathon Marvejols-Mende
Le semi-marathon Marvejols-Mende est une course annuelle disputée sur une distance supérieure à la distance habituelle du semi-marathon, 22,400 km. Elle se déroule généralement aux alentours du dernier week-end de juillet.

## Historique

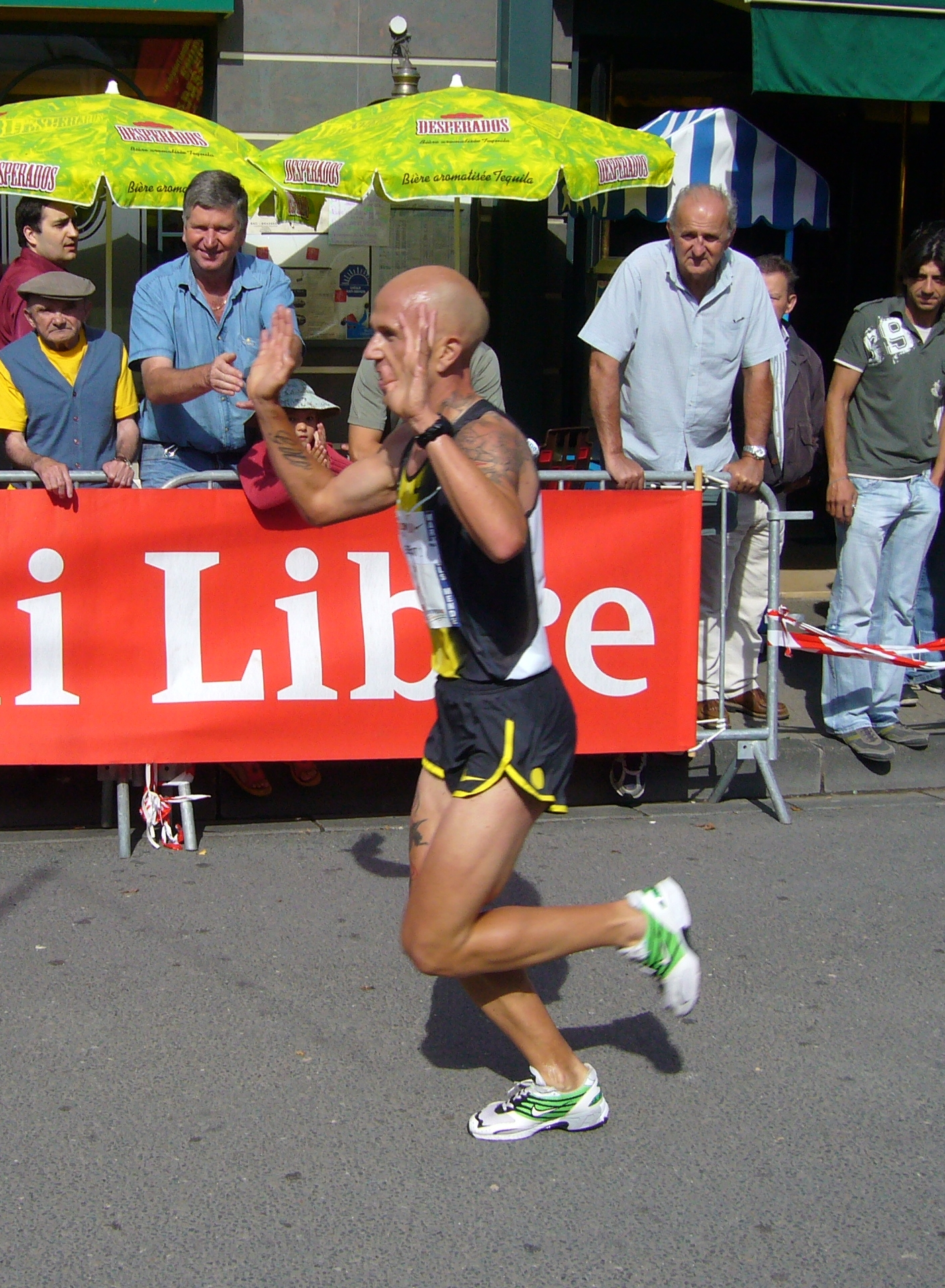
L'arrivée du Marvejols-Mende 2007, ici Benoît Z.

Le 25 décembre 1972, ils sont quatre (Jean-Paul Begnatborde, les frères jumeaux Pierre et Joseph Boudet et Jean-Claude Moulin) à braver le froid hivernal pour relier à la course les villes de Marvejols et de Mende. Ayant déjà organisé diverses épreuves dont "Les courses de café" et "le Tour de Mende" (depuis 1969), ils décident de proposer un nouveau type d'épreuve ouverte à tous, hommes et femmes, licenciés ou non. C'est le 22 juillet 1973 que se déroule la première édition, les coureurs sont 153 au départ. Pour cette première, les organisateurs inaugurent le terme de Semi Marathon car la distance de l'épreuve (22,400 km) est proche de la moitié d'un marathon. Ce terme sera ensuite repris par un grand nombre d'autres courses.
Peu à peu, le semi-marathon élargit son horizon, et la victoire en 1978 de l'Écossais Jim Mouat lance la renommée internationale du Marvejols-Mende.
Cette course pédestre suscite un engouement populaire et sportif toujours grandissant passant de 153 coureurs en 1973 à environ 5 000 en 2012.
En 2016, la compétition est citée à titre d'exemple dans le film documentaire Free to Run réalisé par Pierre Morath,.
Après l'édition 2024, le président-fondateur Jean-Claude Moulin cède sa place,.

## Parcours
Voici quelques données génériques :
- 9 h : départ de Marvejols
- km 10 : sommet de la montée sur Goudard
- km 19 : sommet de la côte de Chabrits-Chabannes
- km 22 : arrivée à Mende

## Palmarès
| 1973 | 163                                                 | René Murat                                          | 1 h 21 min 55 s                                     | Denise Seigneuric                                   | 2 h 07 min 24 s                                     |                                                     |                                                     |
| 1974 | 447                                                 | Mohamed Kheddar                                     | 1 h 22 min 17 s                                     | Dominique Remeize                                   | 1 h 53 min 20 s                                     |                                                     |                                                     |
| 1975 | 679                                                 | Pierre Lardet                                       | 1 h 21 min 18 s                                     | Chantal Langlacé                                    | 1 h 55 min 44 s                                     |                                                     |                                                     |
| 1976 | 840                                                 | Gérard Margerit                                     | 1 h 19 min 54 s                                     | Viviane Murat                                       | 1 h 51 min 56 s                                     |                                                     |                                                     |
| 1977 | 1131                                                | Pierre Lardet (2)                                   | 1 h 22 min 11 s                                     | Michelle Suchaire                                   | 2 h 02 min 19 s                                     |                                                     |                                                     |
| 1978 | 1188                                                | Jim Mouat                                           | 1 h 20 min 43 s                                     | Joëlle Audibert                                     | 1 h 45 min 20 s                                     |                                                     |                                                     |
| 1979 | 1281                                                | Laurie Adams                                        | 1 h 19 min 20 s                                     | Kim Vollmer                                         | 1 h 51 min 09 s                                     |                                                     |                                                     |
| 1980 | 1598                                                | Claudio Simi                                        | 1 h 18 min 21 s                                     | Joëlle Audibert (2)                                 | 1 h 31 min 29 s                                     |                                                     |                                                     |
| 1981 | 1742                                                | Dominique Chauvelier                                | 1 h 15 min 34 s                                     | Fabienne Rai                                        | 1 h 38 min 47 s                                     |                                                     |                                                     |
| 1982 | 2030                                                | José Reveyn                                         | 1 h 17 min 25 s                                     | Antona Ladinyine                                    | 1 h 29 min 41 s                                     |                                                     |                                                     |
| 1983 | 2120                                                | Ahmed Saleh                                         | 1 h 17 min 15 s                                     | Jocelyne Villeton                                   | 1 h 32 min 49 s                                     |                                                     |                                                     |
| 1984 | 2398                                                | Dominique Chauvelier (2)                            | 1 h 16 min 04 s                                     | Elyane Cavé                                         | 1 h 32 min 13 s                                     |                                                     |                                                     |
| 1985 | 2275                                                | Marc de Blander                                     | 1 h 17 min 17 s                                     | Jocelyne Villeton (2)                               | 1 h 36 min 09 s                                     |                                                     |                                                     |
| 1986 | 2828                                                | Nih Aziz                                            | 1 h 15 min 50 s                                     | Agnès Pardaens                                      | 1 h 29 min 27 s                                     |                                                     |                                                     |
| 1987 | 3122                                                | Michel Lelut                                        | 1 h 15 min 15 s                                     | Anna Krol                                           | 1 h 33 min 45 s                                     |                                                     |                                                     |
| 1988 | 3064                                                | Mustapha Leghnider                                  | 1 h 14 min 17 s                                     | Rita Borralho                                       | 1 h 31 min 37 s                                     |                                                     |                                                     |
| 1989 | 3088                                                | Dominique Chauvelier (3)                            | 1 h 15 min 09 s                                     | Fabiola Rueda                                       | 1 h 32 min 15 s                                     |                                                     |                                                     |
| 1990 | 3173                                                | Dominique Chauvelier (4)                            | 1 h 15 min 39 s                                     | Fabiola Rueda (2)                                   | 1 h 27 min 56 s                                     |                                                     |                                                     |
| 1991 | 3488                                                | Youssouf Doukal                                     | 1 h 13 min 03 s                                     | Alena Peterkova                                     | 1 h 23 min 18 s                                     |                                                     |                                                     |
| 1992 | 4786                                                | Dmitry Kapitonov                                    | 1 h 14 min 49 s                                     | Olga Parluc                                         | 1 h 27 min 34 s                                     |                                                     |                                                     |
| 1993 | 3807                                                | Dominique Chauvelier (5)                            | 1 h 13 min 47 s                                     | Vera Soukhova                                       | 1 h 25 min 55 s                                     |                                                     |                                                     |
| 1994 | 3754                                                | Rolando Vera                                        | 1 h 13 min 16 s                                     | Aliftina Naoumova                                   | 1 h 25 min 56 s                                     |                                                     |                                                     |
| 1995 | 3833                                                | Hassan El Ahmadi                                    | 1 h 12 min 32 s                                     | Adriana Barbu                                       | 1 h 24 min 17 s                                     |                                                     |                                                     |
| 1996 | 3696                                                | Philippe Rémond                                     | 1 h 12 min 46 s                                     | Raqya Maraoui                                       | 1 h 24 min 00 s                                     |                                                     |                                                     |
| 1997 | ?                                                   | Samuel Kimayo                                       | 1 h 11 min 46 s                                     | Isabelle Guillot                                    | 1 h 24 min 40 s                                     |                                                     |                                                     |
| 1998 | ?                                                   | Simretu Alemayehu                                   | 1 h 13 min 53 s                                     | Alena Peterkova (2)                                 | 1 h 26 min 36 s                                     |                                                     |                                                     |
| 1999 | ?                                                   | Salaho NGadi Labowa                                 | 1 h 12 min 34 s                                     | Ioulia Gromova                                      | 1 h 26 min 18 s                                     |                                                     |                                                     |
| 2000 | ?                                                   | Robert Cheruyiot                                    | 1 h 12 min 57 s                                     | Ioulia Gromova (2)                                  | 1 h 25 min 41 s                                     |                                                     |                                                     |
| 2001 | ?                                                   | Elijah Nyebuti                                      | 1 h 13 min 02 s                                     | Ioulia Gromova (3)                                  | 1 h 24 min 18 s                                     |                                                     |                                                     |
| 2002 | ?                                                   | Elijah Nyebuti (2)                                  | 1 h 12 min 25 s                                     | Svetlana Demidenko                                  | 1 h 22 min 49 s                                     |                                                     |                                                     |
| 2003 | ?                                                   | Paul Kanda                                          | 1 h 11 min 58 s                                     | Elizabeth Chewono                                   | 1 h 23 min 37 s                                     |                                                     |                                                     |
| 2004 | ?                                                   | Gashaw Melese                                       | 1 h 11 min 57 s                                     | Hafida Gadi                                         | 1 h 21 min 48 s                                     |                                                     |                                                     |
| 2005 | ?                                                   | James Theuri Kibocha                                | 1 h 11 min 50 s                                     | Caroline Cheptanui                                  | 1 h 24 min 01 s                                     |                                                     |                                                     |
| 2006 | ?                                                   | Gashaw Melese (2)                                   | 1 h 12 min 32 s                                     | Aniko Kalovic                                       | 1 h 23 min 59 s                                     |                                                     |                                                     |
| 2007 | ?                                                   | Marda Musasabeker                                   | 1 h 11 min 13 s                                     | Mary Keitany                                        | 1 h 23 min 09 s                                     |                                                     |                                                     |
| 2008 | ?                                                   | Nicholas Kiprono                                    | 1 h 11 min 26 s                                     | Lydia Cheromei                                      | 1 h 23 min 21 s                                     |                                                     |                                                     |
| 2009 | ?                                                   | Luka Kanda                                          | 1 h 10 min 54 s                                     | Mary Keitany (2)                                    | 1 h 22 min 12 s                                     |                                                     |                                                     |
| 2010 | ?                                                   | Luka Kanda (2)                                      | 1 h 11 min 38 s                                     | Beyene Tirfi Tsegaye                                | 1 h 23 min 11 s                                     |                                                     |                                                     |
| 2011 | ?                                                   | Luka Kanda (3)                                      | 1 h 10 min 09 s                                     | Yeshan Bhirane Ababel                               | 1 h 23 min 42                                       |                                                     |                                                     |
| 2012 | ?                                                   | Jacob Kendagor                                      | 1 h 10 min 31 s                                     | Simegn Abnet                                        | 1 h 25 min 12 s                                     |                                                     |                                                     |
| 2013 | ?                                                   | Frankline Chepkwnoy                                 | 1 h 11 min 59 s                                     | Ednah Kimaiyo                                       | 1 h 26 min 43 s                                     |                                                     |                                                     |
| 2014 | ?                                                   | Luka Kanda (4)                                      | 1 h 13 min 14 s                                     | Alebache Abere Selam                                | 1 h 25 min 58 s                                     |                                                     |                                                     |
| 2015 | ?                                                   | Delesa Terefa Debela                                | 1 h 13 min 12 s                                     | Alebache Abere Selam (2)                            | 1 h 25 min 01 s                                     |                                                     |                                                     |
| 2016 | ?                                                   | John Lotiang                                        | 1 h 12 min 20 s                                     | Alebache Abere Selam (3)                            | 1 h 26 min 31 s                                     |                                                     |                                                     |
| 2017 | ?                                                   | Felicien Muhitira                                   | 1 h 11 min 00 s                                     | Tuei Naomy Chepkorir                                | 1 h 25 min 32 s                                     |                                                     |                                                     |
| 2018 | ?                                                   | Felicien Muhitira (2)                               | 1 h 11 min 21 s                                     | Abdulkadik Goda Dalida                              | 1 h 26 min 20 s                                     |                                                     |                                                     |
| 2019 | ?                                                   | Felicien Muhitira (3)                               | 1 h 13 min 16 s                                     | Joyce Kiplimo                                       | 1 h 25 min 48 s                                     |                                                     |                                                     |
| 2020 | édition annulée en raison de l'épidémie de COVID-19 | édition annulée en raison de l'épidémie de COVID-19 | édition annulée en raison de l'épidémie de COVID-19 | édition annulée en raison de l'épidémie de COVID-19 | édition annulée en raison de l'épidémie de COVID-19 | édition annulée en raison de l'épidémie de COVID-19 | édition annulée en raison de l'épidémie de COVID-19 |
| 2021 | 1838                                                | Josphat Menjo                                       | 1 h 16 min 17 s                                     | Joyce Kiplimo (2)                                   | 1 h 24 min 44 s                                     |                                                     |                                                     |
| 2022 | ?                                                   | Felicien Muhitira (4)                               | 1 h 14 min 32 s                                     | Emeline Gruau                                       | 1 h 30 min 26 s                                     |                                                     |                                                     |
| 2023 | ?                                                   | Michaël Gras                                        | 1 h 11 min 38 s                                     | Chaltu Negasa                                       | 1 h 26 min 56 s                                     |                                                     |                                                     |
| 2024 | 1878                                                | Joseph Koech                                        | 1 h 12 min 13 s                                     | Rita Busienei                                       | 1 h 23 min 43 s                                     |                                                     |                                                     |
| 2025 | 2774                                                | Nixon Kiprotich                                     | 1 h 15 min 04 s                                     | Mélody Julien                                       | 1 h 27 min 27 s                                     |                                                     |                                                     |

En gras : record battu 
 Record de l'épreuve

## Bilan et records

### Bilan par pays
Bilan après l'édition 2025 :
| Pays               | Hommes | Femmes | Total |
| ------------------ | ------ | ------ | ----- |
| France             | 13     | 15     | 28    |
| Kenya              | 16     | 10     | 26    |
| Éthiopie           | 4      | 7      | 11    |
| Russie             | 1      | 7      | 8     |
| Maroc              | 4      | 1      | 5     |
| Rwanda             | 4      | 0      | 4     |
| Belgique           | 2      | 1      | 3     |
| Colombie           | 0      | 2      | 2     |
| Djibouti           | 2      | 0      | 2     |
| Hongrie            | 0      | 2      | 2     |
| Royaume-Uni        | 2      | 0      | 2     |
| Bahreïn            | 0      | 1      | 1     |
| Équateur           | 1      | 0      | 1     |
| États-Unis         | 0      | 1      | 1     |
| Italie             | 1      | 0      | 1     |
| Ouganda            | 1      | 0      | 1     |
| Pologne            | 0      | 1      | 1     |
| Portugal           | 0      | 1      | 1     |
| République tchèque | 0      | 1      | 1     |
| Roumanie           | 0      | 1      | 1     |
| Tanzanie           | 1      | 0      | 1     |
| Tchécoslovaquie    | 0      | 1      | 1     |

### Records
Chez les hommes, le Français Dominique Chauvelier détient le record de nombre de victoires avec cinq courses remportées.
C'est Luka Kanda qui détient actuellement le meilleur temps avec 1 h 10 min 9 s. Il a été établi lors de la 39e édition en 2011.
Chez les femmes, la Russe Ioulia Gomorova et l'Éthiopienne Alebache Abere Selam détiennent le record de nombre de victoires avec trois courses remportées (consécutivement d'ailleurs).
C'est la Française Hafida Gadi qui détient le temps de référence avec 1 h 21 min 48 s. Une performance réalisée en 2004.

## Célèbres participants
Parmi les grands noms ayant participé au Marvejols-Mende, on retrouve :
- Hommes
  -  Roberto Barbi
  -  Dominique Chauvelier
  -  Stéphane Diagana
  -  Benoît Zwierzchiewski
  -  Stefan Iulius Gavril
- Femmes
  -  Aline Camboulives
  -  Caroline Cheptanui
  -  Hafida Gadi
  -  Petra Kamínková
  -  Jocelyne Villeton

## Divers
La course officielle a aussi son pendant hivernal. Chaque année, la ronde hivernale réunit entre 60 et 100 coureurs ou marcheurs le 30 ou 31 décembre.
En 2015, sort le film documentaire Free to Run, inspiré notamment du Marvejols-Mende.